# Liste der denkmalgeschützten Objekte in Söding-Sankt Johann
Die Liste der denkmalgeschützten Objekte in Söding-Sankt Johann enthält die 11 denkmalgeschützten, unbeweglichen Objekte der Gemeinde Söding-Sankt Johann im steirischen Bezirk Voitsberg.

## Denkmäler
| Foto |                 | Denkmal                                                                                           | Standort                                                                   | Beschreibung | Metadaten |
| ---- | --------------- | ------------------------------------------------------------------------------------------------- | -------------------------------------------------------------------------- | --- | --- |
| ja   | Datei hochladen | Schloss Groß-Söding HERIS-ID: 37166 Objekt-ID: 36243                                              | Stallhofnerstraße 42 Standort KG: Großsöding                               | Das Schloss wurde um 1563 durch Gotthard Schober neu gebaut, wahrscheinlich anstelle eines ritterlichen Hofes. In der 2. Hälfte des 17. Jahrhunderts wurde es umgestaltet. Der dreigeschoßige Block mit Walmdach und darauf sitzendem Dachreiter hat eine erkerartig vorspringende Eingangsachse. Im Süden ein Anbau mit Eckturm, auf beiden Seiten des Ehrenhofes ein- bis zweigeschoßige Wirtschaftsgebäude. In der Halle im Obergeschoß Wandmalereien vom Ende des 17. Jahrhunderts, die tanzende Musikanten in der Art der Commedia dell’arte darstellen. Sie wurden 1972 freigelegt und restauriert. Die Schlosskapelle wurde 1687 erbaut und mit Stuck versehen. Aus der Grazer Burgkapelle wurden etwa aus dem Jahr 1600 stammende Freskenreske von Egyd de Rye hierher übertragen. Der Altar stammt etwa aus dem Jahre 1700 und zeigt ein Bild der Hl. Sippe, das mit Johann Veit Hauckh 1700 bezeichnet ist. | BDA-Hist.: Q23689667 Status: Bescheid Stand der BDA-Liste: 2025-06-30 Name: Schloss Groß-Söding GstNr.: 25 Schloss Groß-Söding                                                                        |
| ja   | Datei hochladen | Figuren am Weg zur Kalvarienbergkirche HERIS-ID: 102714 Objekt-ID: 119164                         | Hausdorf Standort KG: Hausdorf                                             | Die vier Sandsteinfiguren stellen das Leiden Christi dar und stammen aus dem 18. Jahrhundert. | BDA-Hist.: Q37791458 Status: § 2a Stand der BDA-Liste: 2025-06-30 Name: Figuren am Weg zur Kalvarienbergkirche GstNr.: 615/1 Figuren am Weg zur Kalvarienbergkirche Sankt Johann-Köppling             |
| ja   | Datei hochladen | Kalvarienbergkirche Sterbender Heiland HERIS-ID: 51515 Objekt-ID: 57185                           | westlich Hausdorf 7 Standort KG: Hausdorf                                  | Die Kalvarienbergkirche wurde 1740 erbaut, ab 1975 erfolgte die Wiederherstellung des bereits stark verfallenen Baus. | BDA-Hist.: Q38045601 Status: § 2a Stand der BDA-Liste: 2025-06-30 Name: Kalvarienbergkirche Sterbender Heiland GstNr.: .95 Kalvarienbergkirche Sankt Johann-Köppling                                  |
| ja   | Datei hochladen | Kath. Filialkirche hl. Sebastian mit ehem. Friedhofsfläche HERIS-ID: 102762 Objekt-ID: 119212     | Kirchenweg 1 Standort KG: Kleinsöding                                      | Die um 1508 spätgotisch erbaute Kirche wurde um 1676 barockisiert. | BDA-Hist.: Q23005925 Status: § 2a Stand der BDA-Liste: 2025-06-30 Name: Kath. Filialkirche hl. Sebastian mit ehem. Friedhofsfläche GstNr.: .107, 1226 Filialkirche Hl. Sebastian, Söding-Sankt Johann |
| ja   | Datei hochladen | Hügelgräber Pichlberg HERIS-ID: 57500 Objekt-ID: 67617                                            | Pichlberg Standort KG: Pichling bei Mooskirchen                            | Das Hügelgräberfeld besteht aus 14 Grabhügel, bei denen schon Raubgrabungen stattgefunden haben. | BDA-Hist.: Q38076870 Status: Bescheid Stand der BDA-Liste: 2025-06-30 Name: Hügelgräber Pichlberg GstNr.: 46/1, 45/2                                                                                  |
| ja   | Datei hochladen | Kath. Pfarrkirche hl. Johannes d. T. mit Kirchhof HERIS-ID: 51831 Objekt-ID: 57630                | Sankt Johann ob Hohenburg Standort KG: St. Johann ob Hohenburg             | Die Pfarrkirche zum hl. Johannes der Täufer wurde urkundlich 1292 erwähnt. Die alte Kirche wurde abgerissen und von 1849 bis 1860 erfolgte der Neubau nach einem Entwurf von Carl Schaumburg unter Verwendung historistischer Renaissance-Formen. An der Südfassade steht der Kirchturm. Die neugotische Einrichtung nach Entwürfen von Franz Kelz aus den Jahren 1870–1872, mehrere Bilder von Franz Nagler. In der Eingangsvorhalle steht der ganzfigürliche Rotmarmorgrabstein von Pernhart von Pranckh († 1525). | BDA-Hist.: Q23689672 Status: § 2a Stand der BDA-Liste: 2025-06-30 Name: Kath. Pfarrkirche hl. Johannes d. T. mit Kirchhof GstNr.: .29 Kath. Pfarrkirche Sankt Johann-Köppling                         |
| ja   | Datei hochladen | Schloss Hohenburg und vorgelagerte Befestigungsmauern HERIS-ID: 102710 Objekt-ID: 119160seit 2019 | Sankt Johann ob Hohenburg 1a Standort KG: St. Johann ob Hohenburg          | Das Schloss Hohenburg wurde erstmals 1153 urkundlich erwähnt. Der zweigeschoßige Rechtecksbau mit vier schräggestellten Ecktürmen stammt aus dem 16. Jahrhundert. Die Reste der ehemaligen Wehrmauern wurden als Stützmauern für die Gartenterrassen verwendet. | BDA-Hist.: Q23691639 Status: Bescheid Stand der BDA-Liste: 2025-06-30 Name: Schloss Hohenburg und vorgelagerte Befestigungsmauern GstNr.: .36/1 Schloss Hohenburg, Styria                             |
| ja   | Datei hochladen | Pfarrhof HERIS-ID: 102712 Objekt-ID: 119162                                                       | Sankt Johann ob Hohenburg 4 Standort KG: St. Johann ob Hohenburg           | | BDA-Hist.: Q37791440 Status: § 2a Stand der BDA-Liste: 2025-06-30 Name: Pfarrhof GstNr.: .27 |
| ja   | Datei hochladen | Wirtschaftsgebäude HERIS-ID: 102711 Objekt-ID: 119161                                             | bei Sankt Johann ob Hohenburg 4 Standort KG: St. Johann ob Hohenburg       | | BDA-Hist.: Q37791422 Status: § 2a Stand der BDA-Liste: 2025-06-30 Name: Wirtschaftsgebäude GstNr.: .27 Wirtschaftsgebäude (Sankt Johann-Köppling)                                                     |
| ja   | Datei hochladen | Kriegerdenkmal HERIS-ID: 109910 Objekt-ID: 127554                                                 | nördlich Sankt Johann ob Hohenburg 4 Standort KG: St. Johann ob Hohenburg  | | BDA-Hist.: Q37816005 Status: § 2a Stand der BDA-Liste: 2025-06-30 Name: Kriegerdenkmal GstNr.: .29 Kriegerdenkmal Sankt Johann-Köppling                                                               |
| ja   | Datei hochladen | Wegkapelle HERIS-ID: 102999 Objekt-ID: 119454                                                     | westlich Sankt Johann ob Hohenburg 27 Standort KG: St. Johann ob Hohenburg | | BDA-Hist.: Q37792822 Status: § 2a Stand der BDA-Liste: 2025-06-30 Name: Wegkapelle GstNr.: .50 Wegkapelle Sankt Johann ob Hohenburg                                                                   |